# Rachel Ashley
Rachel Ashley (Louisville, 4 luglio 1964) è un'ex attrice pornografica statunitense.

## Riconoscimenti
- AVN Awards
  - 1984 – Best New Starlet[2]
- XRCO Award
  - 1985 - Best Single Female Performance Of The Year per Every Woman Has a Fantasy[3]
  - 1985 – Best Copulation Scene per Every Woman Has a Fantasycon John Leslie[3]

## Filmografia
- Golden Girls Film 77 (1982)
- Alexandra (1983)
- Feels Like Silk (1983)
- Flesh Dance (1983)
- Golden Girls (1983)
- In Love (1983)
- Naughty Girls Need Love Too (1983)
- Slit Skirts (1983)
- Swedish Erotica 51 (1983)
- Breaking It (1984)
- Every Woman Has a Fantasy 1 (1984)
- Miss Passion (1984)
- Swedish Erotica 55 (1984)
- Another Roll in the Hay (1985)
- Bad Girls 3 (1985)
- Can't Get Enough (1985)
- Corporate Assets (1985)
- First Annual XRCO Adult Film Awards (1985)
- Hot Wire (1985)
- Phone Sex Fantasies (1985)
- Sexual Odyssey (1985)
- Shacking Up (1985)
- Shauna: Every Man's Fantasy (1985)
- She's So Fine (1985)
- Sperminator (1985)
- Taste of Pink (1985)
- Women Without Men (1985)
- Bad Girls 4 (1986)
- Best Of Collector's Video (1986)
- Famous Ta Ta's (1986)
- Girls Who Dig Girls 2 (1986)
- Good to the Last Drop (1986)
- Head Phones (1986)
- I Wanna Be A Bad Girl (1986)
- Splashing (1986)
- Titty Committee (1986)
- Tongue Twister (1986)
- Ultimate Lover (1986)
- Deep Inside Rachel Ashley (1987)
- Deep Insiders (1987)
- Flesh in Ecstasy 5: Rachel Ashley (1987)
- Hard to Handle (1987)
- Holly Does Hollywood 2 (1987)
- Hot Yachts (1987)
- Love Potion 9 (1987)
- Lucy Makes It Big (1987)
- Magic Fingers (1987)
- Night Before (1987)
- Obsessed (1987)
- Pay The Lady (1987)
- Precious Assets (1987)
- Sex World Girls (1987)
- Sexpionage (1987)
- Shaved Sinners 1 (1987)
- Shipwrecked (1987)
- Slumber Party Reunion (1987)
- Strange Love (1987)
- Tracey's Love Chamber (1987)
- Wet Weekend (1987)
- Air Erotica (1988)
- All for One (1988)
- Applicant (1988)
- Backstage (1988)
- Blue Vanities 68 (1988)
- Diamond Collection Double X 22 (1988)
- Hottest Parties (1988)
- Lay Down and Deliver (1988)
- Pleasure Principle (1988)
- Rachel Ryan Exposed (1988)
- Shaved Sinners 2 (1988)
- Transverse Tail (1988)
- Cheeks 2: Bitter End (1989)
- I Married A Bimbo (1989)
- No Man's Land 2 (1989)
- Slick Honey (1989)
- Backdoor to Harley-wood 1 (1990)
- Hot Yachts (new) (1990)
- Moongirls (1990)
- Playin' Dirty (1990)
- Rachel Ashley X-posed (1990)
- Shipwrecked (new) (1990)
- Squirt Last Drop (1990)
- Taboo 8 (1990)
- Deep Inside Samantha Strong (1991)
- Flash Backs (1991)
- Pleasure Principle (new) (1991)
- Best of No Man's Land 1 (1992)
- Best of Shaved Sinners (1992)
- Deep Inside Vivianna (1992)
- Beaver Hunt Video 1 (1994)
- Swedish Erotica 4Hr 4 (2003)
- Swedish Erotica 4Hr 6 (2003)
- Lesbian Bra Busters of the 80's (2004)
- Rachel Ashley Collection (2005)
- Deep Inside Rachel Ashley (2006)
- Ron Jeremy the Lost Footage (2009)